# Фигероа, Габриэль
Габриэ́ль Фигеро́а (исп. Gabriel Figueroa, 24 апреля 1907, Мехико — 27 апреля 1997, там же) — мексиканский кинооператор, один из крупнейших мастеров кино Латинской Америки.

## Биография
Мать умерла родами, отец оставил его с братом на попечение теток. Габриэль изучал живопись, увлекся фотографией. Дебютировал в кино в 1932 как фотограф, в 1933 стал одним из операторов фильма Говарда Хоукса «Да здравствует Вилья!». Снял свыше 200 фильмов, как игровых, так и документальных. Сотрудничал с такими режиссёрами, как Сергей Эйзенштейн, Джон Форд и Луис Бунюэль. Работал в Голливуде.

## Избранная фильмография
- Да здравствует Мексика! / ¡Que viva México! (1932, С.Эйзенштейн)
- Allá en el Rancho Grande (1936, Фернандо де Фуэнтес)
- Три мушкетёра / Los Tres mosqueteros (1942, Мигель М. Дельгадо, премия Каннского МКФ за лучшую операторскую работу)
- Мария Канделария / María Candelaria (1944, Эмилио Фернандес, премия Каннского МКФ, Локарнского МКФ за лучшую операторскую работу)
- Жемчужина / La Perla (1947, Эмилио Фернандес, по роману Дж. Стейнбека, премия Серебряный Ариэль, Мехико; Золотой глобус)
- Беглец / The Fugitive (1947, Джон Форд, по роману Грэма Грина)
- Río Escondido (1948, Эмилио Фернандес, премия Серебряный Ариэль)
- Pueblerina (1949, Эмилио Фернандес, премия Серебряный Ариэль)
- Забытые / Los Olvidados (1950, Л. Бунюэль, премия Серебряный Ариэль)
- El Rebozo de Soledad (1952, Роберто Гавальдон, премия Серебряный Ариэль)
- Он / El (1953, Л.Бунюэль)
- El Niño y la niebla (1953, Роберто Гавальдон, премия Серебряный Ариэль)
- La Escondida (1956, Роберто Гавальдон)
- Назарин / Nazarín (1959, Л. Бунюэль)
- Sonatas (1959, Хуан Антонио Бардем)
- La Fièvre monte à El Pao (1959, Л. Бунюэль)
- Flor de mayo (1959, Роберто Гавальдон)
- Девушка / La joven (1960, Л. Бунюэль)
- Макарио / Macario (1960, Роберто Гавальдон)
- Ánimas Trujano (El hombre importante) (1962, Исмаэль Родригес)
- Ангел-истребитель / El Ángel exterminador (1962, Л. Бунюэль)
- El Hombre de papel (1963, Исмаэль Родригес)
- Gallo de oro (1964, Роберто Гавальдон, сценарий Карлоса Фуэнтеса и Габриэля Гарсиа Маркеса по новелле Хуана Рульфо)
- Ночи игуаны / The Night of the Iguana (1964, Джон Хьюстон, по драме Теннесси Уильямса, номинация на Оскар)
- Симон-пустынник / Simón del desierto (1965, Л. Бунюэль)
- Pedro Páramo (1967, Карлос Вело, по роману Хуана Рульфо)
- Presagio (1975, Луис Алькориса)
- Коронация / Coronación (1976, Серхио Ольхович)
- The Children of Sanchez (1978, Холл Бартлетт, по книге Оскара Льюиса)
- Mundo mágico (1983, Луис Мандоки)
- У подножия вулкана / Under the Volcano (1984, Джон Хьюстон, по роману Малькольма Лаури)

## Признание
Многократный номинант и лауреат мексиканской кинопремии Ариэль, других наград. Был номинирован на Оскар. Национальная художественная премия (1971).